# Schizophyllum radiatum
Schizophyllum radiatum är en svampart som först beskrevs av Olof Swartz, och fick sitt nu gällande namn av Elias Fries 1855. Schizophyllum radiatum ingår i släktet Schizophyllum och familjen oxtungsvampar.   Inga underarter finns listade i Catalogue of Life.